# Menděl
Menděl (rusky Мендель) je řeka v Krasnojarském kraji v Rusku. Je dlouhá 366 km. Povodí řeky má rozlohu 3 800 km².

## Průběh toku
Pramení na planině Obsko-jenisejského rozvodí a teče přes bažiny Západosibiřské roviny. Ústí zleva do Keti (povodí Obu) na 1 116 říčním kilometru.

## Vodní režim
Zdrojem vody jsou především sněhové srážky. Nejvyšších vodních stavů dosahuje od května do srpna.